# Street Ready
Street Ready è il terzo album dei Leatherwolf, pubblicato nel 1989 per la Island Records.

## Tracce
1. Wicked Ways (Gayer, Olivieri) 06:03
2. Street Ready (Howe, Olivieri) 03:05
3. Hideaway (Carman, Howe, Olivieri) 03:56
4. Take a Chance (Carman, Gayer, Howe, Olivieri, Robert) 03:10
5. Black Knight (Olivieri) 02:58
6. Thunder (Gayer, Olivieri) 03:47
7. Way I Feel (Gayer, Howe) 04:54
8. Too Much (Carman, Gayer, Howe, Olivieri, Robert) 03:34
9. Lonely Road (Beamish, Gayer, Howe, Olivieri) 03:44
10. Spirits in the Wind (Carman, Gayer, Howe, Olivieri, Robert) 05:05

### Bonus track (solo Giappone)
- 11. Alone in the Night 3:34

### Bonus track (solo remaster)
- 11. Black Jack 04:26
- 12. Tools of Discipline [live] 05:10

## Formazione
- Mike Olivieri - voce, chitarra
- Geoff Gayer - chitarra
- Carey Howe - chitarra
- Paul Carman - basso
- Dean Roberts - batteria